# هارتموت فايس
هارتموت فايس (بالألمانية: Hartmut Weiß)‏ هو لاعب كرة قدم ألماني في مركز الهجوم، ولد في 13 يناير 1942 في سيليزيا في بولندا. لعب مع آينتراخت براونشفايغ وشتوتغارت كيكرز ونادي شتوتغارت للرديف ونادي شتوتغارت.

## وصلات خارجية
- هارتموت فايس على موقع قاعدة بيانات كرة القدم.إي يو (الإنجليزية)
- هارتموت فايس على موقع بيانات كرة القدم. دي إي (الألمانية)